# Cercopithecus mona
El cercopiteco mona (Cercopithecus mona) es una especie de primate catarrino de la familia Cercopithecidae que vive por toda África Occidental. Este mono vive en grupos de más de 35 individuos en regiones arbóreas. Se alimenta principalmente de fruta, pero ocasionalmente come insectos y hojas.
El cercopiteco mona tiene un pelaje café con el trasero blanco. Su cola y sus piernas son negras y su rostro es azul-gris con una línea oscura en la cara. Puede cargar comida en bolsas en sus mejillas.